# جولي كارمن
جولي كارمن (بالإنجليزية: Julie Carmen)‏ هي راقصة ومعالجة نفسية وممثلة أمريكية، ولدت في 4 أبريل 1954 بنيويورك في الولايات المتحدة.

## أعمال

### أفلام
- (1988) ميلاجرو
- (1994) في فم الجنون

### مسلسلات
- إن سي آي إس

## وصلات خارجية
- جولي كارمن على موقع IMDb (الإنجليزية)
- جولي كارمن على موقع ألو سيني (الفرنسية)
- جولي كارمن على موقع أول موفي (الإنجليزية)
- جولي كارمن على موقع قاعدة بيانات الأفلام السويدية (السويدية)
- جولي كارمن على موقع إن إن دي بي (الإنجليزية)
- جولي كارمن على موقع قاعدة بيانات الفيلم (الإنجليزية)
- جولي كارمن على موقع كينوبويسك (الروسية)